# Dmitrij Dmitrijevics Poloz
Dmitrij Dmitrijevics Poloz (oroszul:  Дмитрий Дмитриевич Полоз; Sztavropol, 1991. július 12. –) orosz válogatott labdarúgó, jelenleg a Rosztov játékosa.

## Pályafutása

### Klubcsapatban
Dmitrij Poloz Sztavropolban született és a helyi Gyinamo Sztavropol csapatában kezdte pályafutását. 2008-ban csatlakozott a Lokomotyiv Moszkva utánpótlásképző akadémiájához. 2009. július 15-én mutatkozott be a felnőtt csapatban egy SZKA Habarovszk elleni 1-2-es vereség alkalmával az Orosz Kupában.
2012. január 10-én aláírt a Rosztovhoz. 2012. március 17-én mutatkozott be új csapatában az Tyerek Groznij elleni bajnokin. December 7-én első gólját is megszerezte az FK Krasznodar elleni bajnokin.
2017. június 28-án aláírt a Zenyithez.
2018. július 26-án egy szezonra kölcsönbe került a Rubin Kazany csapatához.
2019. július 4-én a PFK Szocsi játékosa lett.
2020. augusztus 23-án igazolt korábbi klubjához a Rosztovhoz egy csere üzlet eredményeképpen, őt váltotta Ivelin Popov.

### A válogatottban
2014. szeptember 3-án mutatkozott be az orosz válogatottban, az Azerbajdzsán elleni barátságos mérkőzésen. Részt vett a 2017-es konföderációs kupán.

## Sikerei, díjai
Rosztov
- Orosz kupa (1): 2014

## Statisztikái

### Klubokban
2017. május 17-én frissítve
| Klub               | Szezon             | Liga            | Liga  | Kupa            | Kupa  | Európa          | Európa | Egyéb           | Egyéb | Összesen        | Összesen |
| Klub               | Szezon             | Pályára lépések | Gólok | Pályára lépések | Gólok | Pályára lépések | Gólok  | Pályára lépések | Gólok | Pályára lépések | Gólok    |
| ------------------ | ------------------ | --------------- | ----- | --------------- | ----- | --------------- | ------ | --------------- | ----- | --------------- | -------- |
| Lokomotyiv Moszkva | 2009               | 0               | 0     | 1               | 0     | –               | –      | –               | –     | 1               | 0        |
| Lokomotyiv Moszkva | 2010               | 0               | 0     | 0               | 0     | 0               | 0      | –               | –     | 0               | 0        |
| Lokomotyiv Moszkva | 2011–12            | 0               | 0     | 0               | 0     | 0               | 0      | –               | –     | 0               | 0        |
| Lokomotyiv Moszkva | Összesen           | 0               | 0     | 1               | 0     | 0               | 0      | 0               | 0     | 1               | 0        |
| Rosztov            | 2011–12            | 7               | 0     | 1               | 0     | –               | –      | 2               | 0     | 10              | 0        |
| Rosztov            | 2012–13            | 17              | 3     | 3               | 0     | –               | –      | 2               | 0     | 22              | 3        |
| Rosztov            | 2013–14            | 27              | 1     | 3               | 0     | –               | –      | –               | –     | 30              | 1        |
| Rosztov            | 2014–15            | 20              | 4     | 1               | 0     | 2               | 0      | 1               | 0     | 24              | 4        |
| Rosztov            | 2015–16            | 30              | 7     | 0               | 0     | –               | –      | –               | –     | 30              | 7        |
| Rosztov            | 2016–17            | 25              | 7     | 0               | 0     | 14              | 7      | –               | –     | 39              | 14       |
| Rosztov            | összesen           | 126             | 22    | 8               | 0     | 16              | 7      | 5               | 0     | 156             | 29       |
| Karrierje összesen | Karrierje összesen | 126             | 22    | 9               | 0     | 16              | 7      | 5               | 0     | 156             | 29       |

### Válogatottban
2018. november 26-án frissítve.
| 2014     | 2  | 0 |
| 2015     | 0  | 0 |
| 2016     | 4  | 0 |
| 2017     | 8  | 2 |
| 2018     | 2  | 1 |
| összesen | 16 | 3 |

### Góljai a válogatottban
| #  | Időpont              | Helyszín                                    | Ellenfél     | Állás | Végeredmény | Kiírás              |
| -- | -------------------- | ------------------------------------------- | ------------ | ----- | ----------- | ------------------- |
| 1. | 2017. június 5.      | Groupama Aréna, Budapest, Magyarország      | Magyarország | 3–0   | 3–0         | Barátságos mérkőzés |
| 2. | 2017. október 10.    | Kazán Aréna, Kazany, Oroszország            | Irán         | 1–1   | 1–1         | Barátságos mérkőzés |
| 3. | 2018. szeptember 10. | Rosztov Aréna, Rosztov-na-Donu, Oroszország | Csehország   | 5–1   | 5–1         | Barátságos mérkőzés |